# マツカサガイ

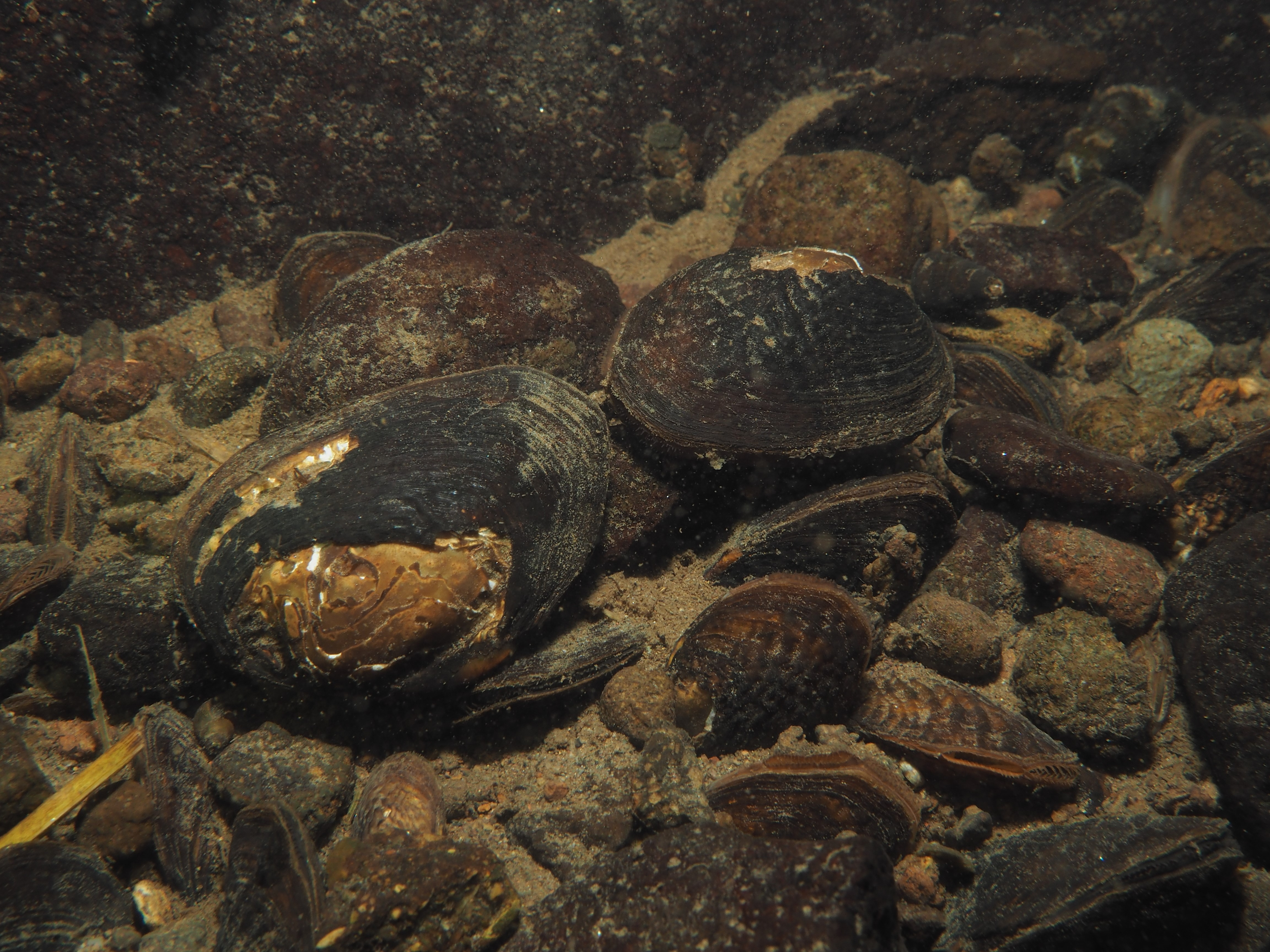
早い流れの水路の流心に群れるマツカサガイ（福岡県）

マツカサガイ（松毬貝、Pronodularia japanensis）は淡水にすむイシガイ目の二枚貝である。湖沼および緩やかな流れのある河川の下流域や用水路などの砂泥底に見られる。
殻は約60mm。殻はやや厚い。殻長部付近にさざ波状の凹凸がある。凹凸は成長につれて目立たなくなる。殻皮は黒、あるいは茶褐色をしており、厚くてはがれにくい。殻の内側は真珠光沢を持ち、殻頂下の擬主歯は太くて三角形に広がる。湖沼の個体は河川の個体よりもやや大型である。
幼生はホトケドジョウやメダカなどに着生し成長する。

## 保護上の位置づけ
- 準絶滅危惧（NT）（環境省レッドリスト）